# Fredrik Thesleff
Fredrik Thesleff, född 17 september 1859 i Viborgs landskommun, död 12 december 1913 i Helsingfors, var en finländsk arkitekt. Han var bror till botanisten Arthur Thesleff.
Thesleff var son till överste Fredrik Wilhelm Thesleff och Olga Maria Thesleff. Han utexaminerades 1884 från Polytekniska institutet i Helsingfors och företog flera studieresor till bland annat Frankrike, Italien och Ryssland. Han tjänstgjorde 1884–1887 som e.o. arkitekt vid Överstyrelsen för allmänna byggnaderna och 1887–1896 som lektor i husbyggnadskonst vid industriskolan i Vasa, där han även innehade en arkitektbyrå tillsammans med länsarkitekten Waldemar Backmansson. Han verkade en tid även som stadsarkitekt i Vasa.

## Byggnader i urval
- 1890 – Rådhusgatans folkskola, Vasa
- 1896 - Carlsro, Kommerserådet Carl Alfed Carlströms sommarvilla i Kristinestad
- 1897 – Telefonföreningens hus, Vasa
- 1901 – Wolffska villan, Vasa
- 1904 – Wasa Aktie Bank, Vasa
- 1886 – Nya svenska läroverkets skolbyggnad, Helsingfors, numera riven
- 1897 – Finlaysons "Lilla palats", Tammerfors
- 1897 – villa för vinfabrikör, Vasa, sedermera Wasa Sångargilles fastighet "Cantare"
- 1898 – bostadshus åt kommerserådinnan Alice Hackman, Norra vallen 11, Viborg;[2] förstört i brand i juli 2014[3]